# Cystolepiota
Cystolepiota is een geslacht van schimmels uit de familie Agaricaceae. De typesoort is Cystolepiota constricta.

## Soorten
Volgens Index Fungorum telt het geslacht telt 44 soorten (peildatum maart 2024):
| Soortnaam                                             | Auteur(s)                                           | Publicatiejaar |
| ----------------------------------------------------- | --------------------------------------------------- | -------------- |
| Cystolepiota adulterina (Smalsporige poederparasol)   | F.H. Møller ex Knudsen                              | 1978           |
| Cystolepiota albogilva                                | Singer                                              | 1989           |
| Cystolepiota amazonica                                | Singer                                              | 1989           |
| Cystolepiota aurantica                                | Singer                                              | 1973           |
| Cystolepiota aureola                                  | Raithelh.                                           | 1985           |
| Cystolepiota australis                                | Singer                                              | 1969           |
| Cystolepiota brunneotingens                           | Singer                                              | 1952           |
| Cystolepiota bucknallii (Violetstelige poederparasol) | (Berk. & Broome) Singer & Clémençon                 | 1972           |
| Cystolepiota cinereofusca                             | Singer                                              | 1982           |
| Cystolepiota constricta                               | Singer                                              | 1952           |
| Cystolepiota cystophora                               | (Malençon) Bon                                      | 1976           |
| Cystolepiota eriophora                                | (Peck) Knudsen                                      | 1978           |
| Cystolepiota fumosifolia                              | (Murrill) Vellinga                                  | 2006           |
| Cystolepiota furfuracea                               | T.K.A. Kumar & Manim.                               | 2009           |
| Cystolepiota hemisclera                               | (Berk. & M.A. Curtis) Pegler                        | 1983           |
| Cystolepiota hetieri (Vlekkende poederparasol)        | (Boud.) Singer                                      | 1973           |
| Cystolepiota hetieriana                               | (Locq.) Bresinsky & H. Haas                         | 1976           |
| Cystolepiota hispida                                  | (Gillet) Bon                                        | 1977           |
| Cystolepiota icterina (Gele poederparasol)            | F.H. Møller ex Knudsen                              | 1978           |
| Cystolepiota luteifolia                               | Singer                                              | 1952           |
| Cystolepiota luteohemisphaerica                       | (Dennis) I. Saar & Læssøe                           | 2008           |
| Cystolepiota luteophylla                              | (Sundb.) Knudsen                                    | 1978           |
| Cystolepiota marthae                                  | Singer                                              | 1969           |
| Cystolepiota microspora                               | (Sacc.) Singer & Clémençon                          | 1973           |
| Cystolepiota moelleri (Roze poederparasol)            | Knudsen                                             | 1978           |
| Cystolepiota oliveirae                                | P. Roux, Paraíso, Maurice, A.-C. Normand & Fouchier | 2017           |
| Cystolepiota oregonensis                              | (H.V. Sm.) Vellinga                                 | 2006           |
| Cystolepiota petasiformis                             | (Murrill) Vellinga                                  | 2006           |
| Cystolepiota potassiovirens                           | Singer                                              | 1989           |
| Cystolepiota pseudofumosifolia                        | M.L. Xu & R.L. Zhao                                 | 2016           |
| Cystolepiota pseudogranulosa                          | (Berk. & Broome) Pegler                             | 1986           |
| Cystolepiota pulverulenta (Kegelpoederparasol)        | (Huijsman) Vellinga                                 | 1992           |
| Cystolepiota pumanquensis                             | Singer                                              | 1971           |
| Cystolepiota purpureoconia                            | (G.F. Atk.) Bon                                     | 1993           |
| Cystolepiota pusilla                                  | Nezdojm.                                            | 1981           |
| Cystolepiota pusillomyces                             | (Peck) Redhead                                      | 1987           |
| Cystolepiota rosea                                    | Singer                                              | 1969           |
| Cystolepiota rubra                                    | Singer                                              | 1952           |
| Cystolepiota sacchariolens                            | Nonis                                               | 1983           |
| Cystolepiota seminuda (Kleine poederparasol)          | (Lasch) Bon                                         | 1976           |
| Cystolepiota sinopica                                 | (Romagn.) Bon                                       | 1981           |
| Cystolepiota sistrata                                 | (Fr.) Singer ex Bon & Bellù                         | 1985           |
| Cystolepiota squamulosa                               | (T. Bau & Yu Li) Zhu L. Yang                        | 2017           |
| Cystolepiota violaceogrisea                           | (Rick) Singer                                       | 1973           |